# Electronics City
Electronics City (“Ciudad Electrónica”) es un parque industrial especializado en la electrónica, ubicado en las localidades indias de Konappana Agrahara y de Doddathogur, justo en las afueras de la ciudad de Bangalore (capital del estado de Karnataka). Se extiende a lo largo y ancho de unas 134 hectáreas y alberga más de 100 industrias relacionadas con esa especialidad, incluidas algunas empresas líderes en el área de las denominadas tecnologías de la información (TI o IT), como por ejemplo CGI, Hewlett-Packard, Infosys, ITI, Motorola, Satyam, Siemens, Wipro, etc.

## Historia
Esta iniciativa fue concebida por R.K. Baliga, el primer presidente y director gerente de KEONICS, ente gubernamental indio también conocido como “Karnataka Electronics”. A partir de ese ambicioso concepto, soñó con hacer de Bangalore una especie de Silicon Valley (Valle del Silicio) de la India. No obstante, no viviría lo suficiente como para ver el comienzo de su materialización, ya que murió en 1988.
La liberalización económica de la India, iniciada a partir de la década de 1990 por el entonces primer ministro indio P.V. Narasimha Rao y por su ministro de finanzas Dr. Manmohan Singh, ayudó a Electronics City a convertirse en lo que es en la actualidad: la capital mundial de la subcontratación o tercerización (en inglés, outsourcing). en materia de electrónica.
En 1997, las tareas de mantenimiento de Electronics City fue entregada por KEONICS al ente conocido como ELCIA (Electronics City Industries Association). Esta última posee representantes en el propio enclave territorial del parque industrial, para así garantizar sobre el terreno la efectiva ejecución de sus funciones gerenciales o administrativas.
Electronics City ha tenido tres fases distintas de desarrollo, cada una de las cuales se ha expandido en diferentes direcciones, dentro del terreno del parque industrial. Ya durante la fase 2, el inicio de las actividades comerciales de varias compañías adicionales causó una enorme e inusitada presión sobre las carreteras que la conectan con la ciudad de Bangalore propiamente dicha.
En noviembre de 2004, el gobierno decidió la construcción de una carretera elevada de nueve km de longitud, para descongestionar un poco el para entonces cada vez más pesado tráfico del centro de la ciudad.  Aunque inicialmente se proyectó iniciar el trabajo en noviembre de 2004 y completarse a fines de 2009, el verdadero arranque de obras fue en 2006, con la ejecución a cargo del consorcio BETL (Bangalore Elevated Tollways Ltd). La vía elevada de aproximadamente 9 km fue inaugurada el 22 de enero de 2010 y puesta en operación ese mismo día. 
En Electronics City también se encuentra el International Institute of Information Technology – Bangalore, el cual es una de las principales escuelas de la India especializadas en todos los aspectos relacionados con las tecnologías de la información.

## Embotellamientos de tráfico
En años recientes, al principal carretera que conecta a Electronics City con Bangalore, ha sido testigo de un gran incremento de tráfico vehicular, causando atascamientos en varias intersecciones. En los últimos tiempos han estado teniendo lugar grandes mejoras de infraestructura, que incluyen el ensanchamiento de caminos y la construcción de una nueva ruta elevada de unos nueve kilómetros de longitud. Estas obras prometen descongestionar y redistribuir un poco el flujo del cada vez más pesado tráfico entre Bangalore y Electronics City.
Por otra parte, a ambos lados de la autopista Hosur Road se encuentran los edificios de algunos de los principales jugadores del mundo de las TI (como BOSCH, Convergys, Sasken, etc.), además de salones de exposición (showrooms) de algunos de las más importantes automotrices (como Audi, BMW, Honda, Toyota, Volvo, etc.)

## Centros educativos
- NTTF (Nettur Technical Training Foundation)
- SIBM (Symbiosis Institute Of Business Management)
- Welingkar Institute of Management Development & Research (WE School)
- IFIM B-School
- Noble Institute of Education Society
- IIITB (International Institute of Information Technology-Bangalore)
- ICFAI
- International School of Business and Research (Cuyo lema es Real world, real learning, “Mundo real, aprendizaje real”)
- XIME
- SFS College
- SFS PU College
- SFS Kannada Medium School
- SFS ICSE School
- SFS English Medium School
- ACTS College
- BTL College
- Christ Academy
- TREAMIS World School
- CDAC (Antiguamente NCST-Bangalore)
- International School of Business and Research
- Ebenezer International School
- Sunrise International School

## Compañías
Existen unas 103 industrias en PAPI MUÑAÑO City. Algunas de las importantes compañías multinacionales que operan en este parque industrial de Bangalore incluyen a:
- CGI
- Hewlett-Packard (HP)
- Infosys
- International school of business and research
- Siemens AG
- TIMKEN
- Velankani
- Wipro
- Yokogawa